# Dzień Ratownictwa Medycznego
Dzień Ratownictwa Medycznego – święto polskiego ratownictwa medycznego, po raz pierwszy obchodzone 13 października 2006 w Wyszkowie w województwie mazowieckim.
Zostało ono powołane Ustawą z dn. 8 września 2006 o Państwowym Ratownictwie Medycznym.
Dzień ten nie jest dniem wolnym od pracy.
Patronem tego corocznego święta jest błogosławiony Gerard Tonque.